# Мужская сборная Китая по хоккею на траве
Мужская сборная Китая по хоккею на траве — мужская сборная по хоккею на траве, представляющая Китай на международной арене. Управляющим органом сборной выступает Ассоциация хоккея на траве Китая (англ. Chinese Field Hockey Association).
Сборная занимает (по состоянию на 16 июня 2014) 27-е место в рейтинге Международной федерации хоккея на траве (FIH).

## Результаты выступлений

### Летние Олимпийские игры
- 1980—2004 — не участвовали
- 2008 — 11-е место
- 2012 — не участвовали

### Азиатские игры
- 1958—1978 — не участвовали
- 1982 — 6-е место
- 1986 — не участвовали
- 1990 — 5-е место
- 1994 — 8-е место
- 1998 — 6-е место
- 2002 — 5-е место
- 2006 —
- 2010 — 5-е место
- 2014 — 5-е место

### Чемпионат Азии
- 1982 —
- 1985 — 7-е место
- 1989 — 5-е место
- 1993 — 7-е место
- 1999 — 7-е место
- 2003 — 6-е место
- 2007 — 5-е место
- 2009 —
- 2013 — не участвовали

### Мировая лига
- 2012/13 — 23-е место
- 2014/15 —

### Азиатский Трофей чемпионов
- 2011 — 6-е место
- 2012 — 4-е место
- 2013 — 4-е место